# نبرد سکیگاهارا
نبرد سِکیگاهارا (به ژاپنی: 関ヶ原の戦い Sekigahara no Tatakai) نبردی سرنوشت‌ساز در ۲۱ اکتبر ۱۶۰۰ میلادی، در منطقه فعلی سکیگاهارا در استان گیفو، در پایان دوره سنگوکو بود. این نبرد مابین نیروهای توکوگاوا ایه‌یاسو به همراهی خاندان‌های شرق ژاپن با وفاداران به خاندان تویوتومی به رهبری ایشیدا میتسوناری و بسیاری از خاندان‌های غرب ژاپن انجام شد که چندین نفر از سپاه غربی قبل یا در طول نبرد فرار کردند و منجر به پیروزی توکوگاوا شد. نبرد سِکیگاهارا بزرگ‌ترین نبرد تاریخ فئودالی ژاپن بود و اغلب به عنوان مهم‌ترین نبرد داخلی در نظر گرفته می‌شود.
در بهار سال ۱۶۰۰ ایه‌یاسو آگاه شد که اوئه‌سوگی کاگه‌کاتسو یکی از اعضای شورای حکومتی به قلمروی خود در شمال ژاپن برگشته و در حال تدارک نظامی و جمع‌آوری سامورایی‌هاست. او از اوئه‌سوگی کاگه‌کاتسو خواست که جهت توضیح نزد او بیاید اما کاگه‌کاتسو به امر او اعتنایی نکرد. این برای ایه‌یاسو به معنای اعلام جنگ بود. در ژوئن ۱۶۰۰ ایه‌یاسو و نیروهایش برای جنگ با خاندان اوئه‌سوگی به سمت آیزو در شمال ژاپن حرکت کردند. ایه‌یاسو قبل از رسیدن به محدوده اوئه‌سوگی در اویاما، دریافت که میتسوناری و متحدانش نیروهایشان را علیه او به حرکت درآورده‌اند. او حمله به آیزو را در همان روز متوقف کرد و به قلعه ادو برگشت و بیش از هر اقدام دیگر نامه‌نگاری به دایمیوهای ژاپن جهت پیوستن آنان به سپاه شرقی را مدنظر قرار داد.
نبرد سکیگاهارا در واقع بخشی از یک لشکرکشی کامل نظامی به نام لشکرکشی سکیگاهارا بود. در این جریان، هر دو طرف قبل از این نبرد، نبردهای دیگری را انجام دادند، قلعه‌های دشمن را محاصره کردند و برای کنترل راه‌های ارتباطی اصلی مبارزه کردند تا از برتری بر دشمن اطمینان حاصل کنند. نبرد اصلی در ساعت ۸ صبح ۲۱ اکتبر ۱۶۰۰، مجموع تقریبی ۱۶۰٬۰۰۰ سرباز، که رودرروی هم صف‌آرایی کرده بودند، آغاز شد. مهم‌ترین عامل شکست سپاه غربی در روز نبرد، خیانت کوبایاکاوا هیده‌آکی به همراه چند فرمانده دیگر و پیوستن آن‌ها به نیروهای ایه‌یاسو دانسته می‌شود. نبرد سکیگاهارا در ساعت ۲ بعدازظهر با پیروزی مطلق توکوگاوا ایه‌یاسو پایان یافت و سپاه غربی در هم کوبیده شد.
پیروزی «ارتش شرقی» به رهبری ایه‌یاسو باعث شد تا او در تاریخ به عنوان «آخرین متحد کننده بزرگ ژاپن» در کنار اودا نوبوناگا و تویوتومی هیده‌یوشی ثبت شود. علاوه بر این، راه را برای او هموار کرد تا عنوان شوگون، بالاترین مقام سیاسی و نظامی ژاپن در آن دوران را به دست آورد. توکوگاوا ایه‌یاسو سه سال دیگر طول کشید تا موقعیت قدرت خود را بر خاندان تویوتومی و دایمیوهای مختلف تثبیت کند، اما نبرد سکیگاهارا به‌طور گسترده به عنوان آغاز غیررسمی شوگون‌سالاری توکوگاوا در نظر گرفته می‌شود که برای دو قرن و نیم دیگر بر ژاپن حکومت کرد تا اینکه در سال ۱۸۶۸ سرنگون شد.

## نام
این نبرد تاریخی که معمولاً در ژاپن با نام (تنگا واکامه نو تاتاکایی) (به ژاپنی: 天下分け目の戦い Tenka Wakeme no Tatakai)، به معنی «نبرد سرنوشت‌ساز» نیز شناخته می‌شود، نام خود را از شهری که جنگ در آن رخ داد سکیگاهارا واقع در استان گیفو در ژاپن گرفته‌است. از قدیم سکیگاهارا یکی از نقاط اصلی حمل و نقل بوده‌است زیرا بزرگراه‌های بزرگی مانند بزرگراه شمالی، بزرگراه ناکاساندو و بزرگراه ایسه در این منطقه تلاقی می‌کردند. با این حال، مکانی آرام با دهکده‌های کوچک، مزارع و بیابان در جایی بود که توسط کوه‌های بزرگ و کوچک احاطه شده بود.
دو جنبه اساسی قابل ذکر است: نبرد سکیگاهارا در واقع بخشی از یک لشکرکشی کامل نظامی بود که بعدها به نام لشکرکشی سکیگاهارا نامگذاری شد. در طی این لشکرکشی و قبل از نبردی که به همین نام در ۲۱ اکتبر انجام شد، هر دو طرف عملیاتی شامل، محاصرهٔ قلعه‌های دشمن و مبارزه برای کنترل راه‌های ارتباطی را انجام داده بودند تا از برتری بر دشمن اطمینان حاصل کنند. یکی دیگر از جنبه‌های قابل توجه این است که اگرچه هر دو طرف در ماه‌های قبل برای نبرد آماده شده بودند، اما انتخاب مکان نبرد نهایی انجام نشده بود. انتخاب محل نبرد تصمیمی بود که به سرعت توسط فرمانده یکی از طرف‌های درگیر، ایشیدا میتسوناری، که به دنبال بهترین موقعیت برای خود بود، اتخاذ شد. از قضا، زمانی که برخی از متحدانش سمت مورد حمایت خود را تغییر دادند، ویژگی‌های این مکان به ضرر او تمام شد.

## پس‌زمینه

### فرمانروایی خاندان تویوتومی
تویوتومی هیده‌یوشی یک ژنرال برجسته زیر نظر اودا نوبوناگا بود. نوبوناگا پس از شکست دادن شوگون آشیکاگا یوشی‌آکی و پایان دادن به شوگون‌سالاری آشیکاگا بخش زیادی از ژاپن را تحت حکومت خود متحد کرد. با این حال، ژنرال ارشد او آکچی میتسوهیده به او خیانت کرد و در حادثه معبد هوننو ۱۵۸۲، اودا نوبوناگا مجبور به خودکشی اجباری شد. هیده‌یوشی از خانواده فقیری برخاسته بود — پدرش آشیگارو (پیاده‌نظام) بود — بنابر این فاقد وجهه قابل قبول برای فرمانروای ژاپن بود. هیده‌یوشی برای تقویت ادعای خود، با زنان اشراف‌زاده ازدواج کرد تا حداقل وارثانش از طرف مادری متعلق به خانواده‌های متشخصی باشند.
سال‌های پایانی حکمرانی هیده‌یوشی با مشکل مواجه شد. با وجود اینکه رقبای او، خاندان هوجو در محاصره اوداوارا (۱۵۹۰) در سال ۱۵۹۰ شکست خوردند، شکست هیده‌یوشی در تهاجم ژاپن به کره (۱۵۹۸–۱۵۹۲) موجب تضعیف قدرت خاندان تویوتومی و همچنین کاهش حمایت بوروکرات‌ها از رژیم تویوتومی شد. در سال ۱۵۹۱ هیده‌یوشی اندکی پس از مرگ تنها فرزند خردسالش، خواهرزادهٔ خود، تویوتومی هیده‌تسوگو، را به عنوان جانشین خود انتخاب کرد. در سال ۱۵۹۳، دومین پسر هیده‌یوشی از همسر محبوب او یودو-دونو به نام تویوتومی هیده‌یوری به دنیا آمد. در سال ۱۵۹۵، هیده‌تسوگو که به عنوان رقیبی برای جانشینی هیده‌یوری درآمده بود، به توطئهٔ براندازی متهم شد و به دستور هیده‌یوشی مجبور به انجام هاراکیری شد. پس از آن هیده‌یوشی دستور داد تمامی اعضای خانواده او را در ۵ سپتامبر ۱۵۹۵ اعدام کرد که به عنوان یکی از نقاط تاریک رژیم تویوتومی در تاریخ ژاپن باقی ماند. هیده‌یوشی با انجام این قتل‌عام از یک طرف زمینهٔ نابودی خاندان خود را فراهم کرد و از طرف دیگر خشم خاندان‌های دیگر را برانگیخت. از جمله زنانی که در ۵ سپتامبر اعدام شدند، دختر ۱۵ ساله موگامی یوشی‌آکی بود که به‌تازگی همسر غیراصلی هیده‌تسوگو شده بود. کشتن او باعث شد خاندان پرقدرت موگامی به مدافع سرسخت توکوگاوا ایه‌یاسو تبدیل شده و ۵ سال بعد در نبرد سکیگاهارا در برابر نیروهای وفادار تویوتومی بجنگند.

### وضعیت سیاسی پس از هیده‌یوشی
تویوتومی هیده‌یوشی سه ماه پس از وخامت اوضاع جسمانی در ۱۸ سپتامبر ۱۵۹۸ درگذشت. او در اواخر عمر سیستمی را ایجاد کرد که در آن متحدان نزدیکش به عنوان گو-بوگیو (پنج کمیسر) وظایف اداری مشترک داشتند که شامل ایشیدا میتسوناری و آسانو ناگاماسا می‌شد، در حالی که پنج دایمیو قدرتمند به عنوان گوتایرو (پنج بزرگ) دربارهٔ موضوع‌های مهم سیاسی و کشوری بحث می‌کردند و تصمیم می‌گرفتند. این پنج دایمیو عبارت بودند از: توکوگاوا ایه‌یاسو، مائدا توشی‌ایه، موری تروموتو، اوئه‌سوگی کاگه‌کاتسو و اوکیتا هیده‌ایه. در ظاهر پسر خردسال هیده‌یوشی، تویوتومی هیده‌یوری جانشین او شد اما او تنها ۵ سال داشت و قدرت اصلی در دستان اعضای ده‌نفره بود. اولین تصمیم سیاسی این شورا برگرداندن سربازان ژاپنی از کره و پایان دادن به جنگ کره بود. در طی دو سال آتی ایه‌یاسو با دایمیو‌های متعددی در ژاپن به خصوص با آن‌هایی که با هیده‌یوشی رابطه خوبی نداشتند، پیمان اتحاد بست و فرزندان و نوادگان خود را به وصلت این خاندان‌ها درآورد.
هیده‌یوشی قبل از مرگ وصیتنامه‌ای با یازده بند برجا گذاشت، طبق وصیت او ایه‌یاسو برای انجام وظایف خود از قلعه ادو به قلعه فوشیمی در کیوتو نقل مکان کرد و پسرش هیده‌یوری که تابه‌حال در این قلعه ساکن بود، به همراه مائدا توشی‌ایه که بنابر وصیت هیده‌یوشی به امر آموزش او گماشته شده بود، به قلعه اوساکا نقل مکان کردند. هیده‌یوشی در وصیت نامه خود تصریح کرد که نوه ایه‌یاسو سن هیمه (فرزند ارشد دومین شوگون) باید با پسرش هیده‌یوری نامزد کند.

### جناح‌های متخاصم

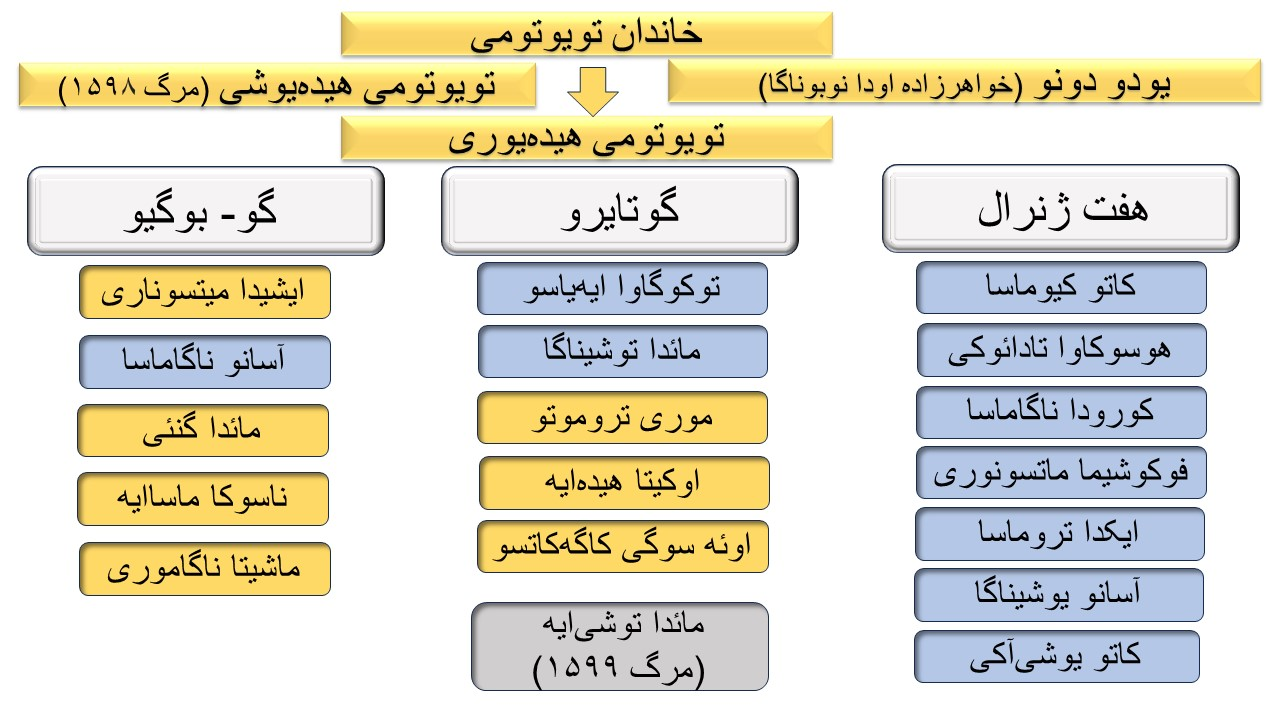
دو شورای گوتایرو و گو-بوگیو و هفت فرمانده نظامی رژیم تویوتومی (هفت ژنرال) در هنگام نبرد سکیگاهارا، افراد طرفدار ایه‌یاسو با رنگ آبی و افراد طرفدار ایشیدا با رنگ نارنجی نشان داده شده‌است.

پس از مرگ هیده‌یوشی، درگیری در دولت تویوتومی بین جناح بودان (فرماندهان ارتش رژیم هیده‌یوشی) به رهبری هفت فرمانده نظامی رژیم تویوتومی و جناح بونچی (مسئولان امور اداری)، از جمله ایشیدا میتسوناری، پدید آمد. مائدا توشی‌ایه، یکی از اعضای شورای پنج نفره بزرگان (گوتایرو)، سعی کرد میان این دو جناح میانجیگری کند، اما در ۳ مارس ۱۵۹۹ درگذشت. با مرگ او، کسی برای داوری درگیری بین دو جناح باقی نماند و دشمنی بین دو جناح بیشتر شد. گروه بودان که مدتی به دلیل ارزیابی نبرد قلعه اولسان در هنگام اعزام نیروها به کره، از جناح میتسوناری کینه داشت، قصد داشت به عمارت میتسوناری حمله کند و او را وادار به هاراکیری کند. با این حال، میتسوناری از این موضوع مطلع شد و قبل از ورود آنها از عمارت خود گریخت. این هفت ژنرال همیشه به دنبال رضایت ایه‌یاسو بودند و تنها به آنچه مورد تأیید ایه‌یاسو بود، عمل می‌کردند. حکایتی که میتسوناری در این زمان به عمارت توکوگاوا ایه‌یاسو فرار کرد در بسیاری از کتاب‌ها و رساله‌های تاریخی شرح داده شده‌است، برخلاف آن دایدوجی یوزان (تولد ۱۶۳۹–مرگ ۱۷۳۰) می‌نویسد که میتسوناری به عمارت خود در قلعه فوشیمی بازگشت. ایه‌یاسو رأی بر این داد که میتسوناری نیز در این جریان مقصر است و دستور اخراج او را از شورای حکمرانی کشور صادر کرد همچنین دستور داد او به ملک خود قلعه ساوایاما رفته و در آنجا در حبس خانگی باشد. این حادثه یک جنگ خصوصی نبود، بلکه به عنوان بخشی از یک دعوای سیاسی رخ داد. در واقع این درگیری حادثه‌ای بین هفت ژنرال و میتسوناری نبود، بلکه بین طرفداران توکوگاوا و نیروهای ضد توکوگاوا بود. تنها سه روز پس از رفتن میتسوناری به قلعه ساوایاما، ایه‌یاسو محوطه غربی قلعه اوساکا را برای سکونت تحت اختیار خود گرفت. چند روز بعد، ایه‌یاسو از طرح «توطئه ترور» خود توسط مائدا توشیناگا (پسر مائدا توشی‌ایه) و آسانو ناگاماسا در حال انجام بود، با خبر شد. آنها با برخی از هواداران خاندان تویوتومی برای کشتن ایه‌یاسو تبانی کرده بودند. ایه‌یاسو با  با دستاویز قرار دادن ترور خود نفوذ خود را بیشتر گسترش داد. آسانو ناگاماسا از سمت خود در گو-بوگیو برکنار و بازنشسته شد. مائدا توشیناگا خواستار عفو بود و اصرار داشت که قصد طغیان ندارد. ایه‌یاسو پذیرفت، اما خواستار فرستادن مادر توشیناگا، به عنوان گروگان به ادو شد. توشیناگا چاره‌ای جز پذیرش این درخواست نداشت. با این کار، خاندان مائدا، یکی از اعضای «پنج بزرگان» مجبور به تسلیم شدن به ایه‌یاسو شد. هنوز مشخص نیست که آیا طرح ترور ایه‌یاسو واقعاً در جریان بوده‌است یا خیر اما با این شایعه ایه‌یاسو بار دیگر همه چیز را به نفع خود تغییر داد.

## آغازحمله به آیزو

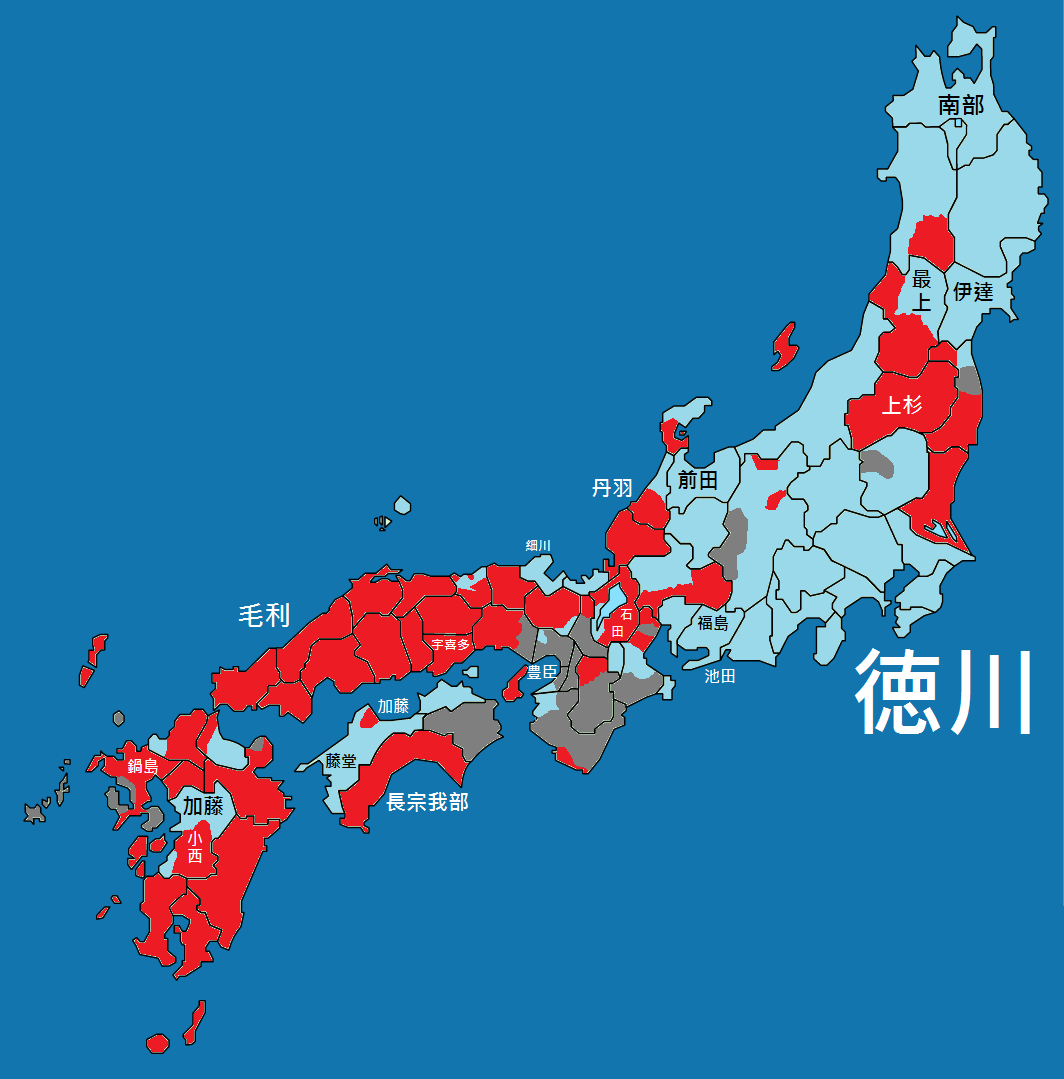
نقشه ژاپن در سال ۱۶۰۰ (نبرد سکیگاهارا) قرمز: دایمیوهای غربی (ایشیدا میتسوناری) فیروزه‌ای: دایمیوهای شرقی (توکوگاوا ایه‌یاسو) خاکستری: بی‌طرف

در سال ۱۵۹۰، تویوتومی هیده‌یوشی حوضهٔ آیزو را به اوئه‌سوگی کاگه‌کاتسو واگذار کرد. کاگه‌کاتسو، پسر خوانده رهبر قدرتمند اوئه‌سوگی کنشین، پس از مرگ کنشین کنترل خاندان اوئه‌سوگی را به دست گرفته بود. زمانی که رقیب او هوری هیده‌هارو، به توکوگاوا ایه‌یاسو گزارش داد که معتقد است کاگه‌کاتسو در حال برنامه‌ریزی برای خیانت است، ایه‌یاسو از کاگه‌کاتسو خواست تا برای گفتگو به نزد او بیاید. کاگه‌کاتسو پاسخی به ایه‌یاسو نداد. سپس ایه‌یاسو نامه ای ارسال کرد و از او خواست که سوگندنامه‌ای کتبی ارائه کند و در آن به وفاداری خود سوگند یاد کند و بلافاصله به اوساکا سفر کند. نائوئه کانه‌تسوگو، ملازم ارشد کاگه‌کاتسو، پاسخی نوشت که به نام «نامه نائوئه» معروف شد، او در نامه به هوری هیده‌هارو حمله کرد، موقعیت اوئه‌سوگی را توضیح داد و حتی از ایه‌یاسو  انتقاد کرد. این نامه و امتناع کاگه‌کاتسو از رفتن به اوساکا، ایه‌یاسو را وادار کرد تا در عملیات نظامی علیه آیزو اسلحه به دست بگیرد. با این حال، تنها کپی‌هایی از این نامه‌ها وجود دارد، و بنابراین قرن‌ها اختلافاتی دربارهٔ اصالت آن وجود داشته‌است که امروزه نیز ادامه دارد، و برخی معتقدند که این کپی‌ها جعلی یا نسخه‌های دستکاری شده یک اصل واقعی هستند. ایه‌یاسو رفتار خاندان اوئه‌سوگی را به عنوان شورش علیه رژیم تویوتومی تلقی کرد و در ژوئیه ۱۶۰۰ با ارتش عظیمی متشکل از ۵۶۰۰۰ سرباز — گرچه در مورد اندازه واقعی این نیرو بحث‌هایی وجود دارد — از اوساکا به سمت آیزو در شمال به راه افتاد.
میتسوناری در حبس خانگی بود که اطلاع یافت ایه‌یاسو رهسپار جنگ شده‌است. او غیبت ایه‌یاسو را بهترین فرصت برای تجهیز قوا برای حمله به او یافت و به سرعت با دایمیوهای متحدش تماس گرفت و از آن‌ها درخواست که از او پیروی کنند. در روز ۱۷ ژوئیه میتسوناری نخست توانست اوساکا و قلعه اوساکا را تسخیر کند.
بین ادو و آیزو، ایه‌یاسو در اویاما (در استان توچیگی فعلی) شنید که میتسوناری در حال تشکیل ارتش در غرب است. روز بعد، در ۲ سپتامبر، او جلسه معروفی را برگزار کرد که در آن به دایمیوهای جمع شده گفت که زمان آن رسیده‌است که طرف خود را انتخاب کنند. روز بعد، نیروهای ایه‌یاسو مسیر خود را عوض کردند تا به سمت غرب بروند، در حالی که خود او به ادو (توکیو فعلی) رفت و قصد داشت فوراً به نیروهای خود بپیوندد. با این حال، یک تغییر عمده در شرایط باعث شد که ایه‌یاسو برای مدت بیشتری در ادو بماند. موری تروموتو دایمیوی بسیار قدرتمندی که عضو شورای گوتایرو نیز بود، وارد قلعه اوساکا شد و به میتسوناری پیوست. ایه‌یاسو نگران شد که دیگر دایمیوهایی که به او قول وفاداری داده بودند واقعاً برای او خواهند جنگید و به این نتیجه رسید که در ادو بماند و او برای به دست آوردن حمایت اکثریت تلاش کند. او در مدت اقامتش در ادو حدود ۲۰۰ نامه به دایمیوها ارسال کرد و پشتیبانی آنها را از خود خواستار شد که ۱۲۲ نامه هنوز به عنوان اسناد تاریخی باقی مانده‌است. * به سرعت در ژاپن دایمیوها و سامورایی‌ها به دو گروه تقسیم شدند. یکی ارتش غربی (گروه میتسوناری) و دیگری ارتش شرقی (گروه ضد میتسوناری). ایه‌یاسو گروه ضد میتسوناری را رهبری می‌کرد.

### گروگان‌گیری خانواده‌های ارتش شرقی
هنگامی که ایه‌یاسو در حال لشکرکشی بود. رقیب او ایشیدا، شهر اوساکا را تصرف کرد، شهری که خانواده‌های بسیاری از ژنرال‌های ارتش شرقی در آن زندگی می‌کردند. ایشیدا نقشه‌ای برای گروگان گرفتن اعضای این خانواده ها اندیشید، تا به این وسیله ژنرال‌های رقیب را مجبور کند یا با او متحد شوند یا حداقل به او حمله نکنند. از جمله کسانی که به خانواده آنها برای گروگان‌گیری حمله شد، هوسوکاوا تادائوکی بود که در آن زمان در جانبداری از ارتش شرقی مشغول لشکرکشی بود. همسر او مسیحی بود و گراشیا نام داشت. در حین حمله ایشیدا به عمارت خاندان هوسوکاوا، ملازم خانواده اوگاساوارا شوسای برای محافظت از ناموس اربابش گراشیا را کشت و پس از آتش زدن عمارت خود نیز مرتکب هاراکیری شد. بیشتر گزارش‌های ژاپنی بیان می‌کنند که این خواسته خود گراشیا بوده که به اوگاساوارا دستور دهد او را بکشد. با این حال، این گزارش‌ها چندین دهه پس از مرگ واقعی گراشیا نوشته شده‌است. در روایت اولیه منابع مسیحی که اندکی پس از مرگ او نوشته شده‌است، برخلاف آن آمده‌است که شوهر او تادائوکی از قبل به خدمتکار خانه اوگاساوارا شوسای دستور داده بود که اگر ناموس و آبروی گراشیا در خطر بود، او را بکشد.  مرگ گراشیا بر هر دو ارتش غربی و شرقی در طی نبرد سکیگاهارا تأثیر گذاشت. این حادثه به شهرت ایشیدا میتسوناری لطمه زیادی زد، همچنین شانس او را برای به خدمت گرفتن متحدان بیشتر، که برخی از آنها مسیحی نیز بودند، بسیار کاهش داد.

### سقوط قلعه فوشیمی
میتسوناری پس از تصرف قلعه اوساکا فوشیمی را محاصره کرد. ایه‌یاسو که قبل از حرکت پیش‌بینی حمله از طرف میتسوناری به محل اقامت خود را کرده بود، دوست دوران کودکی خود توری موتوتادا را به همراه ۱۸۰۰ نفر سرباز جهت دفاع در قلعه فوشیمی باقی گذاشت. پس از حرکت، ایه‌یاسو چون این عده سرباز را برای دفاع کافی نمی‌دید، از رهبر خاندان شیمازو، شیمازو یوشی‌هیرو خواست که به توری موتوتادا بپیوندد و از قلعه فوشیمی دفاع کند. شیمازو یوشی‌هیرو به همراه ۱۰۰۰ سرباز خود را به قلعه رساند اما به علت اینکه توری موتوتادا پیغامی از خود ایه‌یاسو دربارهٔ این نیروی کمکی دریافت نکرده بود، درهای قلعه را بر روی او و سپاهش باز نکرد. شیمازو یوشی‌هیرو که این رفتار را نسبت به خود توهین‌آمیز تلقی کرده بود، پس از آن تغییر موضع داده و به نیروهای سپاه غربی ملحق شد.
موتوتادا بیش از ۱۰ روز توانست قلعه را از سقوط نجات دهد. مقاومت موتوتادا و معطل نگه داشتن سپاه غربی تأثیر بسیاری در پیروزی ایه‌یاسو در نبرد سکیگاهارا داشت زیرا از یک طرف باعث برهم ریختن نقشه‌ها و برنامه‌ریزی‌های سپاه غربی شد و از طرف دیگر این فرصت را برای ایه‌یاسو به‌وجود آورد تا بر روی برخی از فرماندهان سپاه غربی نفوذ پیدا کرده و آن‌ها را به سمت خود بکشد.
در روز اول ماه اکتبر ایه‌یاسو و متحدانش قلعه ادو را ترک کردند و به سوی جادهٔ توکایدو روانه شدند.

## درگیری سپاه اصلی با خاندان سانادا

نقشه‌ای که مسیر حرکت ایه‌یاسو و پسرش هیده‌تادا و همچنین سپاه غربی را به سمت میدان جنگ سکیگاهارا نشان می‌دهد.

از آنجائیکه نتیجه این نبرد مشخص نبود، بنابراین برای دایمیوها، انتخاب حمایت از ارتش شرق یا پیوستن به ارتش غرب، یک قمار بر روی آینده خاندان‌های آنها بود. موارد زیادی از مشاجره و انشعاب در خاندان‌ها و در میان رعیت‌ها آنها وجود داشت. یکی از نمونه‌های معروف در خاندان سانادا بود که رهبر آن سانادا ماسایوکی ابتدا در اوایل سال ۱۶۰۰ به اردوکشی تنبیهی برنامه‌ریزی شده ایه‌یاسو به قلمرو آیزو (اکنون استان فوکوشیما پیوست. سپس پیامی محرمانه از ایشیدا میتسوناری دریافت کرد که از او می‌خواست به نیروهایی بپیوندد که قصد مخالفت با ایه‌یاسو را دارند. و آن را با پسر بزرگش سانادا نوبویوکی و پسر دومش سانادا یوکیمورا در میان گذاشت. رهبر خاندان سانادا، ماسایوکی و میتسوناری با هم مرتبط بودند، زیرا هر دو با دختران اودا یوریتادا ازدواج کرده بودند، در حالی که یوکیمورا با دختر اوتانی یوشیتسوگو، متحد میتسوناری ازدواج کرد. از سوی دیگر، همسر نوبویوکی، کوماتسوهیمه، دختر خوانده ایه‌یاسو بود؛ بنابراین، ماسایوکی و یوکیمورا به ارتش غربی ملحق شدند، در حالی که نوبویوکی در کنار ارتش شرقی جنگید و به این ترتیب اطمینان حاصل شد که خاندان سانادا، هر کدام که شکست بخورد، خاندان به‌طور کامل نابود نشود.
در همان زمان پسر ارشد ایه‌یاسو، هیده‌تادا با ۳۸۰۰۰ سرباز راهی جادهٔ ناکاسندو شد. ایه‌یاسو ترکیبی از سربازان رده پایین را رهبری می‌کرد، در حالی که هیده‌تادا رهبری بخش اصلی نیروهای توکوگاوا، از جمله دایمیو و نیروهای نخبه را بر عهده داشت. وظیفه هیده‌تادا تسلط بر ولایت شینانو (استان ناگانو کنونی) از جمله قلعه اوئدا متعلق به سانادا ماسایوکی بود. پس از این تصرف، او قرار بود به ارتش ایه‌یاسو بپیوندد اما به دلیل تغییر شرایط، ایه‌یاسو به هیده‌تادا دستور داد که فوراً به غرب بیاید. با این حال، رسیدن پیام‌رسان به دلیل سیل به تأخیر افتاد و ارتش هیده‌تادا مشغول تلاش برای تصرف قلعه شد. به دلیل از دست دادن وقت در این درگیری ارتش اصلی هیچ شانسی برای شرکت در نبرد سرنوشت‌ساز پیدا نکرد.

### جناح‌بندی
جدول زیر تقسیم‌بندی دایمیوهای شرکت‌کننده در نبرد سکیگاهارا را نشان می‌دهد. برخی از دایمیوهایی که در سپاه غربی بودند اما در میدان جنگ به ایشیدا میتسوناری خیانت کرده و به نفع سپاه شرقی جنگیدند، با رنگ آبی مشخص شده‌اند. سپاهیان تحت فرمان موری هیده‌موتو، نیز با اینکه به نفع سپاه غربی وارد میدان شده بودند، در هنگام نبرد از محل استقرار خود حرکت نکرده و در نبرد شرکت نکردند.
|           | دایمیو              | سربازان |           | دایمیو             | سربازان |
| --------- | ------------------- | ------- | --------- | ------------------ | ------- |
| سپاه شرقی | توکوگاوا ایه‌یاسو    | ۳۰٬۰۰۰  | سپاه غربی | اوکیتا هیده‌ایه     | ۱۷٬۲۲۰  |
| سپاه شرقی | آسانو یوشیناگا      | ۶٬۵۰۰   | سپاه غربی | کوبایاکاوا هیده‌آکی | ۱۵٬۰۰۰  |
| سپاه شرقی | فوکوشیما ماسانوری   | ۶٬۰۰۰   | سپاه غربی | موری هیده‌موتو      | ۱۵٬۰۰۰  |
| سپاه شرقی | کورودا ناگاماسا     | ۵٬۴۰۰   | سپاه غربی | ایشیدا میتسوناری   | ۶٬۹۰۰   |
| سپاه شرقی | هوسوکاوا تادائوکی   | ۵٬۰۰۰   | سپاه غربی | چوسوکابه موریچیکا  | ۶٬۶۰۰   |
| سپاه شرقی | ایکدا تروماسا       | ۴٬۵۰۰   | سپاه غربی | کونیشی یوکیناگا    | ۴٬۰۰۰   |
| سپاه شرقی | ای نائوماسا         | ۳٬۶۰۰   | سپاه غربی | کیکاوا هیروایه     | ۳٬۰۰۰   |
| سپاه شرقی | ماتسودایرا تادایوشی | ۳٬۰۰۰   | سپاه غربی | اوتانی یوشیهارو    | ۲٬۵۰۰   |
| سپاه شرقی | کاتو یوشی‌آکی        | ۳٬۰۰۰   | سپاه غربی | اودا نوبوتاکا      | ۲٬۵۰۰   |
| سپاه شرقی | تاناکا یوشیماسا     | ۳٬۰۰۰   | سپاه غربی | اوگاوا سوکه‌تادا    | ۲٬۱۰۰   |
| سپاه شرقی | کیوگوکو تاکاموتو    | ۳٬۰۰۰   | سپاه غربی | آنکوکوجی اِکِی       | ۱٬۸۰۰   |
| سپاه شرقی | تسوتسوی ساداتسوگو   | ۲٬۸۰۰   | سپاه غربی | شیمازو یوشی‌هیرو    | ۱٬۵۸۸   |
| سپاه شرقی | تودو تاکاتورا       | ۲٬۵۰۰   | سپاه غربی | ناتسوکا ماساایه    | ۱٬۵۰۰   |
| سپاه شرقی | ترازاوا هیروتاکا    | ۲٬۴۰۰   | سپاه غربی | کینوشیتا یوریتسوگو | ۱٬۰۰۰   |
| سپاه شرقی | یامائوچی کاتسوتویو  | ۲٬۰۰۰   | سپاه غربی | واکیساکا یاسوهارو  | ۹۹۰     |
| سپاه شرقی | واکیساکا یاسوهارو   | ۱٬۸۰۰   | سپاه غربی | آکازا نائویاسو     | ۶۰۰     |
| سپاه شرقی | فوروتا شیگه‌کاتسو    | ۱٬۲۰۰   | سپاه غربی | اوتانی یوشیتسوگو   | ۶۰۰     |
| سپاه شرقی | کاناموری ناگاچیکا   | ۱٬۱۰۰   | سپاه غربی | کوتسوکی موتوتسونا  | ۶۰۰     |
| سپاه شرقی | آریما تویوجی        | ۹۰۰     | سپاه غربی | کاسویا تاکه‌نوری    | ۳۶۰     |
| سپاه شرقی | هوندا تاداکاتسو     | ۵۰۰     | سپاه غربی | کاواجیری هیده‌ناگا  | نامشخص  |
| سپاه شرقی | اودا ناگاماسو       | ۴۵۰     | سپاه غربی | تامارو نائوماسا    | نامشخص  |
| سپاه شرقی | هاچیسوکا یوشی‌شیگه   | نامشخص  | سپاه غربی | موری کاتسونوبو     | نامشخص  |

حکایتی نیز وجود دارد که می‌گوید: استاد شمشیرباز معروف، میاموتو موساشی به عنوان یک سرباز از خاندان اوکیتا هیده‌ایه در ارتش غربی جنگید، اما اینکه آیا این یک واقعیت تاریخی است یا خیر، تردید وجود دارد.

## روز نبرد

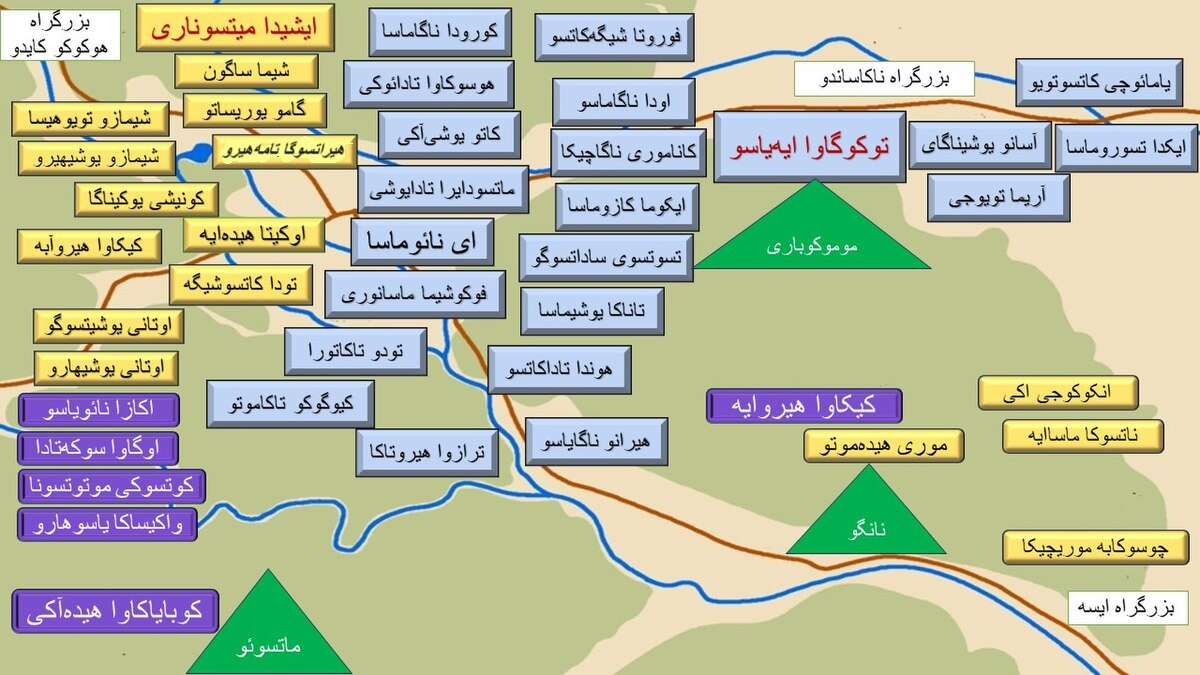
جایگاه رزمندگان در میدان جنگ. رنگ آبی سپاه توکوگاوا ایه‌یاسو، رنگ زرد سپاه ایشیدا میتسوناری، رنگ بنفش کسانی که در هنگام نبرد به ایشیدا میتسوناری خیانت کردند.

نبرد سکیگاهارا بزرگ‌ترین و مهم‌ترین نبرد داخلی در طول تاریخ ژاپن است.
صبح زود در ۲۱ سپتامبر ۱۶۰۰، از جمله ارتش شرقی به رهبری توکوگاوا ایه‌یاسو و ارتش غربی به رهبری ایشیدا میتسوناری، در سکیگاهارا با هم روبرو شدند. گفته می‌شود که در ابتدای نبرد سکیگاهارا به دلیل بارش باران روز گذشته در مه عمیق پوشیده شده بود.
رزمندگان این جنگ شامل ارتش شرقی با حدود مجموعاً ۷۴۰۰۰ نفر سرباز که عمدتاً از قلمروی اربابان شرقی کشور بودند و از طرف دیگر، ارتش غربی متشکل از اربابان غربی کشور که در مجموع ۸۲۰۰۰ نفر بودند. در این نبرد فرماندهٔ کل «اسمی» ارتش غربی، ایشیدا میتسوناری نبود، بلکه موری تروموتو بود. به دلیل آرایش هوشمندانه ایشیدا میتسوناری، ارتش غربی در روز نبرد در موقعیت برتری قرار گرفته بود، زیرا در میدان جنگ ارتش شرقی توسط ارتش غربی محاصره شده بود.
نبرد حدود ساعت ۸ صبح با حمله پنهانی ای نائوماسا (ارتش شرقی)، یک ملازم ارشد توکوگاوا آغاز شد. در آغاز جنگ، ای نائوماسا قصد داشت به همراه چهارمین پسر ایه‌یاسو، ماتسودایرا تادایوشی به خط اول جبهه برود. با این حال، از آنجایی که فوکوشیما ماسانوری در ابتدا قرار بود مسئول پیشتاز باشد، یکی از ملازمان خاندان فوکوشیما، نائوماسا را با گفتن این جمله که «خاندان فوکوشیما پیشتاز است. ما نمی‌توانیم بگذاریم که شما از اینجا عبور کنید» آنها متوقف کرد. سپس نائوماسا گفت: «ما سعی نمی‌کنیم پیشرو باشیم. ماتسودایرا تادایوشی، از ما خواسته‌است که او را در یک مأموریت شناسایی همراهی کنیم. دشمن نزدیک است. لطفاً اجازه دهید از اینجا عبور کنیم.» ملازم سپس به نائوماسا و بقیه اجازه عبور داد. نائوماسا بلافاصله به جلو، پیشروی کرد و به اردوگاه اوکیتا هیده‌ایه حمله کرد. این نحوه آغاز به‌طور کلی در تاریخ به عنوان شروع جنگ شناخته می‌شود.
طبق یک «نظریه رایج»، در دو ساعت اولیه جنگ هر دو ارتش به پیشروی و عقب‌نشینی ادامه دادند، اما در حدود ساعت ۱۰ صبح، مه که از سپیده دم در میدان جنگ مانع دید مناسب بود شروع به پاک شدن کرد. ایشیدا میتسوناری (ارتش غربی) علامت دود را در کوه تنما بلند کرد و از ارتش‌های کوبایاکاوا هیده‌اکی در کوه ماتسوئو و موری هیده‌موتو در کوه نانگو خواست که به جنگ بپیوندند. از آنجایی که هر دو ارتش پاسخی ندادند، میتسوناری یرای آنها پیغام فرستاد، اما کوبایاکاوا و دیگران همچنان پاسخی ندادند. این به این دلیل بود که آنها بنا به درخواست ایه‌یاسو عملاً قصد شرکت در نبرد را نداشتند تا آنکه تعادل نبرد با «خیانت» معروف کوبایاکاوا هیده‌آکی بهم خورد و ارتش شرقی تنها در طی شش ساعت جنگ در طی یک روز پیروز شد.

### نقش کیکاوا هیروایه
کیکاوا هیروایه از ملازمان و دستیار اصلی موری تروموتو رهبر خاندان موری بود او همچنین یک فرمانده نظامی بود که به شدت به بقای خاندان موری فکر می‌کرد. در وهله نخست در ماه ژوئن سال ۱۶۰۰ هیروایه برای پیوستن به ارتش ایه‌یاسو در حمله به آیزو به هدف فرونشاندن شورش اوئه‌سوگی کاگه‌کاتسو همراه با لشکرش اعزام شد. پس از آن خاندان موری به درخواست ایشیدا میتسوناری از قلعه اوساکا دیدن کردند. طبیعتاً خاندان کیکاوا و کوبایاکاوا که از بستگان خاندان موری بودند، از رهبر این خاندان پیروی کردند و به اوساکا نیرو فرستادند. موری تروموتو (۴۸ ساله) درخواستی از ایشیدا میتسوناری برای فرماندهی کل ارتش غرب دریافت کرد و با ترغیب آنکوکوجی اکی راهب و ملازم خاندان موری، این درخواست را پذیرفت. هنگام حضور در قلعه اوساکا، هیروایه استدلال کرد که برای بقای خاندان موری، آنها باید از ایه‌یاسو توکوگاوا جانبدارای کنند و بر «وارد نشدن عملی به جنگ»  پافشاری می‌کرد. گفته می‌شود که او حتی تا آنجا پیش رفت که با آنکوکوجی اکی در قلعه اوساکا درگیر شد. هیروایه که از پیروزی ایه‌یاسو مطمئن بود، مخفیانه با دوستش کورودا ناگاماسا (طرفدار ارتش شرقی) تماس برقرار و تضمینی دریافت کرد که در صورت پیوستن او به ارتش شرقی خاندان موری پس از جنگ قلمرو خود را حفظ کنند.
تروموتو، فرزندخواندهٔ خود موری هیده‌موتو (۲۲ ساله) را به عنوان فرمانده کل نیروی اصلی خاندان موری که از طرف او اعزام شده بود، منصوب کرد و به هیروایه دستور داد تا به او کمک کند. در روز قبل از نبرد سکیگاهارا، هیروی یوشیکاوا، دست نشاندگان ارشد خود را به عنوان گروگان به نزد خاندان توکوگاوا فرستاد و بر پیمان خود با او تأکید کرد. ارتش ۱۷٬۰۰۰ نفری، موری هیده‌موتو از چند روز قبل از نبرد در ارتفاع کوه نانگو مستقر شده بودند، هیروایه محل استقرار نیروهای ۳۰۰۰ نفری خود را در پایین این کوه قرار داد. پس از آغاز نبرد، در هشت صبح ارتش اصلی خاندان موری حرکت نکرد؛ این به این دلیل بود که هیروایه که می‌توان گفت نیروی پیشتاز در کوه نانگو بود، حرکت نکرد. چوسوکابه موریچیکا از او برای پیوستن به نبرد دعوت کرد، اما او گفت: «مه آنقدر غلیظ است که نمی‌توانم مسیر را ببینم، بنابراین وقتی مه فرو نشست، حمله خواهم کرد.» آنکوکوجی اکی پیغام‌رسان فرستاد و از او خواست به جنگ وارد شود، اما او پاسخ داد: «یک راهب از جنگ چه می‌داند؟» علاوه بر این، گفته می‌شود هنگامی که او دستور آغاز حمله از فرمانده کل، هیده‌موتو را دریافت کرد، گفته نپذیرفت و گفت: «در حال خوردن غذای همراهمان هستیم!» در نتیجه موری هیده‌موتو اگرچه پشت سر ایه‌یاسو در موقعیت نظامی خوبی قرار داشت، اما راهش توسط هیروایه سد شد و جلوی پیشرفت و حرکت او را گرفته شد. همچنین مشاهده عمل او بر تصمیم به خیانت کوبایاکاوا هیده‌آکی با ۱۶٬۰۰۰ سرباز تأثیر گذاشت.

### نقش هیده‌آکی
هیده‌آکی در ابتدای درگیری ایشیدا میتسوناری (سپاه غربی) و توکوگاوا ایه‌یاسو (سپاه شرقی) به سپاه غربی پیوست. در هنگام غیبت ایه‌یاسو محل اقامت او، قلعه فوشیمی (قلعه مومویاما) توسط هیده‌آکی به همراهی ۴۰ هزار نفر سپاهیان غربی محاصره شد. در روز اول ماه اوت ۱۶۰۰ این قلعه به‌طور کامل به تسخیر سپاه غربی درآمد. ایشیدا میتسوناری به هیده‌آکی وعده داده بود که در صورت پشتیبانی از او در نبرد سکیگاهارا او را به عنوان کانپاکو منصوب کند. همچنین قبل از روز نبرد سکیگاهارا، توکوگاوا ایه‌یاسو نیز مخفیانه به او پیغام فرستاده و قول داد در صورت پیوستن به او، تملک دو ولایت را به او ببخشد. هیده‌آکی قول داد تا در روز جنگ به ایه‌یاسو بپیوندد. در ۲۱ اکتبر ۱۶۰۰ میلادی، نبرد سکیگاهارا ساعت ۸ صبح آغاز شد. هیده‌آکی فرماندهی ۱۵٫۰۰۰ نفر سپاهی را در این جنگ برعهده داشت و محل استقرار سپاه او بر روی تپهٔ ماتسوئویاما (استان گیفو) مقرر شده بود. قرار او با ایه‌یاسو بدین صورت بود که تا هنگام ظهر او از جای خود حرکت نکند و سپس از کوه پایین آمده و به سپاه غربی حمله‌ور شود. ایه‌یاسو و میتسوناری هر دو مشتاق بودند ببینند هیده‌آکی چگونه در نبرد عمل خواهد و از کدام طرف نبرد حمایت خواهد کرد. رایج است که نقل شود که در هنگام ظهر از طرف ایه‌یاسو با توپ به طرف او شلیک شد که تفاسیر مختلفی برای این شلیک و همچنین عدم امکان استفاده از توپ در این نبرد از طرف تاریخدانان مطرح شده‌است، تئوری مبنی بر اینکه توپ از کشتی لیفده تأمین شده و به عنوان یک سلاح در این نبرد استفاده شده‌است توسط یوشیکازو موری، نویسنده کتاب زندگی و زمان آنجین میئورا رد شده‌است او می‌نویسد «کوبایاکاوا مخفیانه به اردوگاه توکوگاوا قبل از نبرد سکیگاهارا پیوسته بود و راهپیمایی از ادو در اول سپتامبر تا حومه سکیگاهارا در ۴۰۰ کیلومتری همراه با توپ عملاً در آن زمان غیرممکن بود همچنین راه‌اندازی توپ‌ها زمان و تلاش زیادی می‌برد، و در آن هلندی‌های کمی در ژاپن بودند که می‌توانستند این کار را انجام دهند. چنین سابقه ای در منابع اولیه وجود ندارد. بنابر این تئوری مشارکت ویلیام آدامز (دریانورد) و توپ‌های به دست آمده از کشتی او در این نبرد «خلق نسل‌های بعدی» است.»
پس از ظهر نیروهای هیده‌آکی بطرف پایین تپه سرازیر شدند و به سربازان اوتانی یوشیتسوگو که در سپاه غربی مشغول نبرد بودند، حمله‌ور شدند. از این پس سرنوشت جنگ به یک باره تغییر پیدا کرده و شکست نیروهای ایشیدا میتسوناری قطعی شد. در همان روز اوتانی یوشیتسوگو اقدام به هاراکیری کرد. نقل است که اوتانی یوشیتسوگو هنگام انجام مراسم هاراکیری، هیده‌آکی را نفرین کرده‌است.

## مجازات‌ها پس از نبرد سکیگاهارا
پس از نبرد، کای‌اکی (کیفر) انجام شد. پس از نبرد سکیگاهارا ایشیدا میتسوناری، کونیشی یوکیناگا و آنکوکوجی اکی گردن زده شدند. املاک ۸۸ دایمیو به‌طور کامل مصادره شد و املاک چندین دایمیو شامل سه تن از خاندان موری (موری تروموتو، کیکاوا هیروایه و موری هیده‌موتو)، اوئه‌سوگی کاگه‌کاتسو به میزان زیادی کاسته شد.
جدول زیر بر اساس کتاب هایزتسو روکو، نحوه کای‌اکی (مجازات) برخی از دایمیوهاست که در نبرد سکیگاهارا از سپاه غربی حمایت کردند. علامت ○ نشاندهندهٔ کسانی است که در میدان جنگ سکیگاهارا با سپاه شرقی جنگیدند.
|           | فرمانده             | مساحت ملک قبل از کای‌اکی (ده هزار ککو) | بعد از کای‌اکی                                   |
| --------- | ------------------- | ------------------------------------- | ----------------------------------------------- |
| سپاه غربی | موری تروموتو        | ۱۱۲٫۰                                 | ۲۹٫۸ زمین‌های باقی‌مانده پس از مصادره             |
| سپاه غربی | اوئه‌سوگی کاگه‌کاتسو  | ۱۲۰٫۰                                 | ۳۰ زمین‌های باقی‌مانده پس از مصادره               |
| سپاه غربی | ساتاکه یوشینوبو     | ۵۴٫۰                                  | ۲۰٫۵ زمین‌های باقی‌مانده پس از مصادره             |
| سپاه غربی | اوکیتا هیده‌ایه○     | ۵۷٫۰                                  | تبعید-مصادرهٔ کامل                               |
| سپاه غربی | ایشیدا میتسوناری ○  | ۱۹٫۴                                  | اعدام-مصادرهٔ کامل                               |
| سپاه غربی | کونیشی یوکیناگا ○   | ۲۰٫۰                                  | اعدام-مصادرهٔ کامل                               |
| سپاه غربی | ماشیتا ناگاموری     | ۲۰٫۰                                  | تبعید-مصادرهٔ کامل                               |
| سپاه غربی | اوتانی یوشیتسوگو ○  | ۵٫۰                                   | هاراکیری-مصادرهٔ کامل                            |
| سپاه غربی | آنکوکوجی اکی ○      | ۶٫۰                                   | اعدام-مصادرهٔ کامل                               |
| سپاه غربی | اودا هیده‌نوبو       | ۱۳٫۵                                  | اخراج از محل سکونت-مصادرهٔ کامل                  |
| سپاه غربی | چوسوکابه موریچیکا ○ | ۲۲٫۰                                  | تبدیل به رونین-مصادرهٔ کامل                      |
| سپاه غربی | ناتسوکا ماساایه ○   | ۵٫۰                                   | هاراکیری-مصادرهٔ کامل                            |
| سپاه غربی | موری هیده‌موتو ○     | ۲۰٫۰                                  | ۵ زمین‌های باقی‌مانده پس از مصادره                |
| سپاه غربی | تودا کاتسوشیگه ○    | ۱٫۰                                   | کشته شده در میدان جنگ-مصادرهٔ کامل               |
| سپاه غربی | سانادا ماسایوکی     | ۳٫۸                                   | حبس خانگی-مصادرهٔ کامل و انتقال آن به پسرارشد او |

## پیامدها
نبرد سکیگاهارا بزرگ‌ترین نبرد میدانی در تاریخ ژاپن بود. تویوتومی هیده‌یوری به این ترتیب عنوان بزرگ‌ترین دایمیوی کشور را از دست داد. زمین‌های مصادره شده از طرفداران خاندان تویوتومی یک سوم مساحت کل کشور را دربرمی‌گرفت. تعداد زیادی از سامورایی‌هایی که در خدمت این دایمیوها بودند، شغل خود را از دست داده و تبدیل به رونین شدند. بیشتر این رونین‌ها ده سال بعد در محاصره اوساکا به طرفداری از خاندان تویوتومی گرد قلعه اوساکا جمع شدند.
به زودی پس از نبرد سکیگاهارا، ایه‌یاسو زمین‌هایی را به وابستگان خود بخشید که به او در این راه خدمت کرده بودند. در سال‌های بعد افرادی که قبل از نبرد سکیگاهارا با ایه‌یاسو پیمان اتحاد بسته بودند به دایمیوهای فودای شهرت یافتند. همچنین دایمیوهایی که بعد از آن نبرد با او متحد شدند به عنوان دایمیوهای توزاما شناخته شدند. دایمیوهای توزاما نسبت به همتایان فودای خود درجه دوم شناخته می‌شدند.
توکوگاوا ایه‌یاسو سه سال دیگر طول کشید تا موقعیت قدرت خود را بر خاندان تویوتومی و دایمیوهای مختلف تثبیت کند، اما نبرد سکیگاهارا به‌طور گسترده به عنوان آغاز غیررسمی شوگون‌سالاری توکوگاوا در نظر گرفته می‌شود که برای دو قرن و نیم دیگر بر ژاپن حکومت کرد تا اینکه در سال ۱۸۶۸ سرنگون شد.

### بذر کینه از نبرد
در حالی که اکثر خاندان‌ها از وضعیت جدید خود پس از نبرد راضی بودند، اما بسیاری از خاندان‌ها، به ویژه آنهایی که در سمت غرب بودند، نسبت به آوارگی خود یا آنچه آنها شکست یا مجازات ناعادلانه می‌دیدند، ناخشنود بودند. به ویژه سه خاندان پیامدهای سکیگاهارا را سبک نگرفتند:
- خاندان موری نسبت به شوگون‌سالاری توکوگاوا به دلیل جابجایی از جای اصلی خود، ولایت آکی و انتقال به قلمروی چوشو خشمگین باقی ماندند. حتی با وجود اینکه خاندان موری در جنگ شرکت نکرده بود،[۴۴] این خاندان پس از نبرد سکیگاهارا به شدت تحقیر شد و قلمروی آن از ۱٫۲ میلیون ککو به ۳۶۹۰۰۰ ککو، کاهش یافت اما به هر حال توانست نام خاندان را در قلمروی چوشو حفظ کند. خاندان موری هرگز این تحقیر را از نسلی به نسل دیگر فراموش نکرد تا اینکه پس از گذشت ۲۵۰ سال در دوره باکوماتسو به کانون فعالیت بر ضد شوگون‌سالاری توکوگاوا تبدیل شد.[۴۵]
- خاندان شیمازو که ارباب ساتسوما در جنوب ژاپن بود، پس از جنگ سکیگاهارا تسلیم خاندان توکوگاوا نشد و با وجود اینکه به ارتش غربی پیوسته بود، برعکس خاندان موری توانست تمامی قلمروی خود را حفظ کند. به دلیل همین سابقه، اربابان ساتسوما این تفکر را داشتند که رابطه‌ای برابر با شوگون‌سالاری توکوگاوا دارند. در دوره ادو طبقه سامورایی‌های قلمروی ساتسوما نزدیک به ۳۰٪ از جمعیت را تشکیل می‌دادند که بسیار بیشتر از سایر مناطق ژاپن بود. تصور می‌شود که حس استقلال و برابری با شوگون‌سالاری توکوگاوا و همچنین تمایل به داشتن آمادگی برای حفظ سرزمین موجب این امر شده باشد.[۴۶]
- چوسوکابه موریچیکا فرماندار ولایت توسا بود. وی در این نبرد در جبهه خاندان تویوتومی علیه خاندان توکوگاوا جنگید. پس از شکست تمامی املاک وی توسط خاندان توکوگاوا ضبط شد. وی دوباره ۱۵ سال بعد در محاصره اوساکا (۱۶۱۵ میلادی) به نفع خاندان تویوتومی جنگ کرد و کشته شد. پس از آن فرمانداری قلمروی توسا به یامائوچی کاتسوتویو یکی از ملازمان خاندان توکوگاوا واگذار شد. از این پس در این ولایت سامورایی‌های وابسته خاندان یامائوچی به عنوان سامورایی‌های طبقه بالا یا جوشی و سامورایی‌های خاندان چُوسُوکابه به عنوان سامورایی‌های طبقه پایین یا گوشی درآمدند که با آنان برخوردی تبعیض‌آمیز می‌شد. این تمایز طبقاتی نسل‌ها ادامه یافت. ریوما ساکاموتو که نقش بسیار مهمی در تحولات دوره پایانی ادو (دوره باکوماتسو) ایفا کرد نیز به گروه سامورایی‌های طبقه پایین قلمروی توسا تعلق داشت.[۴۷]

## تصویرهای فرهنگی
نبرد سکیگاهارا در تعدادی از آثار ادبی به تصویر کشیده شده است. شیبا ریوتارو در دهه ۱۹۶۰ یک رمان تاریخی سه جلدی به نام سکیگاهارا بر اساس آن نوشت. رمان جیمز کلیول در سال ۱۹۷۵ شوگون، شامل نسخه‌ای داستانی از مبارزه سیاسی و نبرد است. سامانه سخن‌پراکنی توکیو در ژانویه ۱۹۸۱ یک مینی سریال تلویزیونی در مورد این موضوع با عنوان سکیگاهارا (درام تلویزیونی)، بر اساس رمان‌های شیبا ریوتارو، هیسایا موریشیگو، گو کاتو و رنتارو میکونی پخش کرد.
نخستین فیلم سینمایی ساخته شده در مورد این نبرد، فیلم ۲۰۱۷ سکیگاهارا بود. تا قبل از سال ۲۰۱۷، فیلم کاملی که تنها به حوادث این نبرد اختصاص داشته باشد، ساخته نشده بود، و موارد قبلی عموماً فقط شامل یک قطعه کوتاه از این نبرد بودند، مانند شروع فیلم ۱۹۵۴ سامورایی ۱: موساشی میاموتو یا فیلمی ساخته شده در سال ۱۹۹۱ به نام سفر افتخار. فیلم  سکیگاهارا رقابت بین ایشیدا میتسوناری و توکوگاوا ایه‌یاسو را قبل از اینکه در یک سوم پایانی فیلم به نبرد نهایی منتهی شود، پوشش می‌دهد و تا حدودی از نظر ارزیابی تجدیدنظرطلبانه قابل توجه است. این فیلم توکوگاوا را بیشتر به عنوان یک ضد قهرمان نشان می‌دهد در حالی که میتسوناری مردی با افتخار و قهرمان اصلی است. مجموعه تلویزیونی مستند بی‌بی‌سی ۲۰۰۸ «قهرمانان و خائنان (مجموعه تلویزیونی)» شامل قسمتی است که نبرد را به تصویر می‌کشد. انیمه سنگوکو باسارا: شاهان سامورایی اتحادها و ارتش‌های مختلف را از دیدگاهی خارق‌العاده‌تر (و کمتر واقع‌بینانه)، و همچنین در سنگوکو باسارا: ضیافت آخر با نتیجه‌گیری کمتر خونین، به تصویر می‌کشد.
بازی ویدیویی کسن در سال ۲۰۰۰ در جریان درگیری بین خاندان‌های توکوگاوا و تویوتومی می‌گذرد و نبرد سکیگاهارا را به نمایش می‌گذارد. همچنین سناریویی جایگزین در صورت پیروزی نیروهای غربی در نبرد ارائه می‌کند. در سال ۲۰۱۱ شرکت جی‌ام‌تی گیمز، بازی‌جنگی بلوک سکیگاهارا: اتحاد ژاپن را تولید کرد، که تلاش می‌کند وفاداری‌های ناچیز ارتش‌های درگیر را با داشتن کارت‌های تصادفی نشان‌دهندهٔ وفاداری ارتش‌های خاص منعکس کند؛ بازیکنان می‌دانند که کدام یک از واحدهای آنها «قابل اعتماد» هستند اما مخالفان آنها لزوماً مطمئن نیستند. بازی ویدیویی ۲۰۱۷ نی‌او شامل یک مأموریت مربوط به نبرد است و دارای نسخه‌های بسیار داستانی از رویدادهای منتهی به آن است.